# Andijviestamppot
Andijviestamppot is een traditioneel Nederlands gerecht.
De belangrijkste ingrediënten zijn andijvie en aardappel. De gare aardappel wordt gemengd met de gare andijvie. Vervolgens wordt het geheel gestampt met een stamper, daar komt ook de naam stamppot vandaan. Vaak worden spekjes en/of gekookt ei toegevoegd aan de stamppot. Om de stamppot smeuïger te maken kan ervoor gekozen worden om melk of room toe te voegen.

## Rauwe andijvie
De stamppot wordt ook gemaakt met ongekookte andijvie (stamppot rauwe andijvie). De bereidingswijze is nagenoeg dezelfde, al wordt lokaal soms kaas (geraspt of in blokjes) kaas toegevoegd.